# دایر بارت
دایر بارت (انگلیسی: Deirdre Barrett؛  – ) نویسنده و روان‌شناس آمریکایی است که به دلیل تحقیقاتش در مورد رؤیا، هیپنوتیزم و تصویرسازی ذهنی شناخته شده‌است و دربارهٔ روان‌شناسی فرگشتی مطلب نوشته‌است.